# Sphaeranthus mimetes
Sphaeranthus mimetes là một loài thực vật có hoa trong họ Cúc. Loài này được Ross-Craig miêu tả khoa học đầu tiên.